# Teglstrup Hegn og Hammermølle Skov
Teglstrup Hegn og Hammermølle Skov este o arie protejată (arie specială de conservare — SAC, sit de importanță comunitară — SCI) din Danemarca întinsă pe o suprafață de 891 ha, integral pe uscat.

## Localizare
Centrul sitului Teglstrup Hegn og Hammermølle Skov este situat la coordonatele 56°02′57″N 12°33′07″E / 56.049167°N 12.551944°E.

## Înființare
Situl Teglstrup Hegn og Hammermølle Skov a fost declarat sit de importanță comunitară în mai 1998 pentru a proteja 1 specie de plante și 4 specii de animale. Situl a fost protejat și ca arie specială de conservare în decembrie 2011.

## Biodiversitate
Situată în ecoregiunea continentală, aria protejată conține 20 de habitate naturale: Lacuri și iazuri distrofice naturale, Păduri de fag Luzulo-Fagetum, Păduri de fag Asperulo-Fagetum, Păduri de stejar sau de stejar și carpen sub-atlantice și medio-europene de Carpinion betuli, Păduri aluvionare cu Alnus glutinosa și Fraxinus excelsior (Alno-Padion, Alnion incanae, Salicion albae), Dune de coastă fixe cu vegetație erbacee („dune gri”), Mlaștini turboase de tranziție și turbării mișcătoare, Turbării active, Pajiști uscate seminaturale și facies de acoperire cu tufișuri pe substraturi calcaroase (Festuco-Brometalia) (* situri importante pentru orhidee), Izvoare petrifiante cu formare de travertin (Cratoneurion), Ape puternic oligomezotrofe cu vegetație bentonică cu Chara spp., Lacuri eutrofice naturale cu vegetație de tip Magnopotamion sau Hydrocharition, Mlaștini alcaline, Mlaștini împădurite, Păduri acidofile de stejar bătrân cu Quercus robur pe câmpii nisipoase, Formațiuni ierboase bogate în specii de Nardus, dezvoltate pe substraturi silicioase în zone montane (și în zone submontane, în Europa continentală), Ape stătătoare oligotrofe până la mezotrofe, cu vegetație de Littorelletea uniflorae și/sau de Isoëto-Nanojuncetea, Pajiști uscate europene, Depresiuni pe substraturi de turbă de Rhynchosporion, Liziere de ierburi înalte hidrofile de câmpie și de nivel montan până la alpin.
La baza desemnării sitului se află mai multe specii protejate:
- plante (1): Buxbaumia viridis
- amfibieni (1): triton cu creastă (Triturus cristatus)
- nevertebrate (3): Anthrenochernes stellae, libelule (Leucorrhinia pectoralis), Osmoderma eremita